# Рихлік Євген Антонович
Євген Антонович Рихлік (1888, Вільшанка — 1939, концтабір ГУЛАГ СРСР) — український славіст, родом з волинських чехів.

## Біографія
Народився в селі Вільшанка (станція Чуднів-Волинський) Чуднівського району Житомирської області у чеській родині. Закінчив та працював у Київському університеті, завідував чеською школою на Шулявці. У часи совєцької окупації — професор Ніжинського Інституту Народної Освіти. З 1927 року очолював кабінет національних меншин при Всеукраїнській Академії Наук, проводив цікаві дослідження щодо розвитку чеських поселень.
Праці про поезію Франтішека Челаковського, досліджував українські мотиви в творчості Юліуша Словацького та інших польських поетів, слов'янофільство кирило-мефодіївців (1926).
Окремо вивчав лексику села Вільшанка на Житомирщині («Записки Ніженського Ін-Ту Народної Освіти», ч. 7, 1927).
Член Етнографічної Комісії УАН, працюючи в якій опублікував низку етнографічних матеріалів. У журналі «Етнографічний вісник» обговорював чеські та польські фахові публікації.
1930 року викрадений НКВД, після сфабрикованого суду — в'язень ГУЛАГу. Звинувачувався у шпигунській діяльності на користь Чехословаччини. 13 червня 1931 засуджений до 10-ти років ув’язнення. Покарання відбував у виправних закладах Управління Сибірських виправно-трудових таборів НКВС СРСР, потім — у таборі на станції Медвежа Гора (нині м. Медвеж'єгорськ Республіки Карелія, РФ). Помер за нез’ясованих обставин.
1958 вирок був скасований за недоведеністю обвинувачення.

## Вшанування пам'яті
В Житомирі, Ніжині та Вільшанці існує вулиця Євгена Рихліка.